# Tasiocera (Dasymolophilus) propria
Tasiocera (Dasymolophilus) propria is een tweevleugelige uit de familie steltmuggen (Limoniidae). De soort komt voor in het Afrotropisch gebied.